# Kroatische Rentnerpartei
Die Kroatische Rentnerpartei (HSU) (kroat. Hrvatska stranka umirovljenika) ist eine Partei in Kroatien, die sich einzelnen politischen Themen widmet. Den derzeitigen Parteivorsitzenden stellt Vladimir Jordan.
Bei den Parlamentswahlen am 23. November 2003 stimmten 4,0 % der kroatischen Bevölkerung für die Rentnerpartei, welche somit erstmals in das kroatische Parlament einzog. Die Partei erreichte 3 von 151 Mandaten. Die Partei betrieb eine sehr moderate Wahlkampagne. Die HSU wurde zum mathematischen Wahlsieger gekürt, da ihre Wahlunterstützung um das Vierfache seit der letzten Wahl anstieg.
Bei der Parlamentswahl in Kroatien 2007 erreichte die HSU nur noch einen Sitz im Parlament.
Die HSU befand sich in Koalition mit der HDZ unter Ivo Sanader.